# Troy Stark
Troy Stark (né le 2 janvier 1973 à Canandaigua et mort le 1er juin 2001 à Peachtree City) est un joueur américain de football américain.
Stark fait ses études à l'université de Géorgie jouant avec les Bulldogs. Il n'est sélectionné par aucune équipe lors du draft de la NFL de 1996 et signe avec les Packers de Green Bay comme agent libre peu de temps après. Il est échangé avec les Jets de New York avant que la saison 1996 commence, jouant une saison avec Jets avant d'être libéré lors du camp d'entrainement 1997. On le retrouve quatre ans plus tard, jouant en XFL avec les Hitmen de New York/New Jersey.
Le 1er juin 2001, Stark décède des suites de complications provoquées par un caillot sanguin dans le genou. Il est retrouvé mort dans sa maison de Peachtree City.